# Деконский комбинат строительных деталей
Деконский комбинат строительных деталей (укр. Деконський комбінат будівельних деталей) — бывшее промышленное предприятие в городе Соледар Донецкой области Украины.
Нынче это ТОВ «Кнауф Гипс Донбасс».

## История
В 1890-е годы в районе селения Брянцевка Бахмутского уезда Екатеринославской губернии Российской империи были найдены залежи кварцитов и огнеупорных глин. На их базе в 1897 году акционерное общество Ковальского построило небольшой алебастровый завод, а в 1901 - 1903 гг. здесь были построены ещё три алебастровых завода мощностью около тысячи пудов алебастра в сутки.
В апреле 1918 года уезд был оккупирован австрийско-немецкими войсками (которые оставались здесь до ноября 1918 года), в дальнейшем, до декабря 1919 года территория оставалась в зоне боевых действий гражданской войны.
Восстановление производства алебастра началось в 1920-е годы (в результате объединения ранее существовавших предприятий по производству алебастра был создан Деконский гипсово-алебастровый завод). А в 1929 году в соответствии с первым пятилетним планом развития народного хозяйства СССР здесь был построен гипсово-алебастровый завод имени К. Е. Ворошилова.
В ходе Великой Отечественной войны с 13 ноября 1941 года до 3 сентября 1943 года посёлок был оккупирован немецкими войсками, но в дальнейшем находившиеся здесь предприятия были восстановлены и возобновили работу.
В соответствии с шестым пятилетним планом развития народного хозяйства СССР в 1957 году в результате объединения Деконского гипсово-алебастрового завода, завода им. Ворошилова и построенного здесь в 1956 году комбината «Стройдеталь» был создан Деконский комбинат «Стройдеталь», основной продукцией которого стали щебень для цементных заводов, строительный гипс, медицинский гипс, сухая штукатурка и гипсовые плиты.
В целом, в советское время комбинат стройдеталей входил в число ведущих предприятий города.
После провозглашения независимости Украины, 20 сентября 1993 года Кабинет министров Украины утвердил решение о безвозмездной передаче комбината в состав корпорации «Укрбудматеріали». В мае 1995 года было утверждено решение о приватизации комбината. В дальнейшем, государственное предприятие было преобразовано в открытое акционерное общество.